# Euronews
EuroNews je višejezični europski 24-satni televizijski, odnosno medijski kanal koji donosi vijesti iz Europe i svijeta. Emitira se putem kabelske televizije i satelita, čime je omogućen prijem i u Sjevernoj Americi, Africi, Bliskom i Dalekom Istoku te jugoistočnoj Aziji. Specifičnost ovog kanala je simultano emitiranje na više jezika: engleskom, francuskom, njemačkom, ruskom, španjolskom, talijanskom i portugalskom. Kanal emitira od 1993. godine, a sjedište mu je Lyonu.
Većinski vlasnik Euronewsa je egipatski biznismen Naguib Sawiris koji je i sam predsjednik nadzornog odbora televizike. Sawris je vlasnik 53% dionica kroz tvrtku Media Globe Networks. Drugi po veličini vlasnik je NBCUniversal s 25% te europski javni mediji koji u svom vlasništvu imaju 22% dionica.
1992. godine, u jeku Zaljevskog rata, Europska radiodifuzijska unija odlučila je osnovati Euronews koji je za svoj cilj imao prezentaciju informacija iz svijeta (pogotovo iz ratom zahvaćenih zemalja) s europske perspektive. Kanal je prvi put emitiran 1. siječnja 1993. godine u Lyonu. Dodatni studio za emitiranje postavljen je u Londonu 1996. godine. 
Kanal je osnovalo 20 javnih servisa Europe i sjeverne Afrike: Češka (CT), Cipar (CyBC), Alžir (ENTV), Grčka (ERT), Tunis (ERTT), Egipat (ERTV), Francuska (francetelevisions), Ukrajina (NTU), Malta (PBS), Italija (RAI), Belgija (RTBF), Irska (RTE), Portugal (RTP), Rusija (RTR), Španjolska (RTVE), Slovenija (RTVSLO), Švicarska (SSR), Monako (TMC), Rumunjska (TVR) i Finska (YLE).
Euronews se emitira na satelitima: Eutelsat 3C, Eutelsat 7A, Eutelsat 9A, Eutelsat 28A, Astra 4A, Hotbird 13A, Astra 1L i drugima.

## Vanjske poveznice
Službena stranica